# Omole
Omole (lit. Amaliai) – osiedle w Kownie, w dzielnicy administracyjnej Pietraszuny, położone na południe od Nowosadów i na północ od Pietraszunów; obejmuje Omole Górne i Omole Dolne; pełni funkcje mieszkaniowe.
Południowa granica osiedla biegnie wzdłuż linii kolejowej Wilno – Kowno. 
Na Omolach znajduje się przystanek kolejowy Amaliai (Omole).